# Masakra w Tulsie
Masakra w Tulsie – pogrom z 1 czerwca 1921 roku dokonany na czarnoskórych mieszkańcach Tulsy.

## Tło
W 1905 r. w rejonie Tulsy odkryto złoża ropy naftowej, co spowodowało migrację w ten rejon dużej liczby Amerykanów. Biali pracowali głównie przy wydobyciu surowca, jednak czarnym uniemożliwiano tę pracę, wobec czego zakładali oni liczne przedsiębiorstwa obsługujące nafciarzy i ich pracowników. Ustawodawstwo w Oklahomie sankcjonowało segregację rasową, to za jego sprawą Afroamerykanie musieli zamieszkać w Greenwood, gdyż w białych dzielnicach nie wolno im było się osiedlać. Niektórzy czarni przedsiębiorcy, odniósłszy sukces w biznesie, sprzeciwiali się rasistowskiemu ustawodawstwu.
W Tulsie znajdowała się stworzona przez Ottowę W. Gurleya dzielnica zamożnych Afroamerykanów – Greenwood, nazywana także Czarnym Wall Street, jako że zamieszkiwała ją najzamożniejsza społeczność czarnoskórych na Południu Stanów Zjednoczonych. W dzielnicy żyło około 300 biznesmenów, w tym lekarze, farmaceuci, hotelarze, restauratorzy, sklepikarze, prawnicy, jeden pilot, ale także służba zamożnych białych.
Sukces czarnoskórych mieszkańców powodował zawiść wśród białych sąsiadów, a podsycający ją rasizm powodował niechęć i wrogie nastawienie.

## Przebieg
Bezpośrednią przyczyną pogromu, do którego doszło 31 maja 1921 r. było aresztowanie 19-letniego pucybuta Dicka Rowlanda, który dzień wcześniej w budynku Drexel, gdzie znajdowała się jedyna toaleta dla czarnoskórych w centrum Tulsy, wsiadł do windy na pierwszym piętrze. Kiedy wysiadał na trzecim piętrze, biała operatorka windy, 17-letnia Sarah Page krzyknęła – prawdopodobnie Rowland nadepnął jej na nogę.
Pod wpływem prasy przy budynku sądu w Tulsie, gdzie Rowland został osadzony po aresztowaniu, zebrał się tłum białych mężczyzn, którzy liczył około 1500 osób. Czarnoskórzy weterani I wojny światowej – niektórzy uzbrojeni – próbowali bronić Rowlanda przed linczem, ale było ich tylko 75. Szeryf odprawił jednak grupę czarnoskórych, i wraz ze swoimi podwładnymi zabarykadował się wówczas na ostatnim piętrze budynku, by chronić aresztowanego. Do starcia doszło, gdy ta grupa opuszczała budynek, a biali usiłowali rozbroić jednego z nich. W wyniku walki zastrzelony został jeden lub kilku białych, a także dwóch Afroamerykanów. Mniej liczni czarnoskórzy zaczęli uciekać w stronę Greenwood.
W ramach odwetu wczesnym rankiem następnego dnia kilkusetosobowy tłum białych udał się do tej dzielnicy, gdzie mordowano czarnoskórych, a ich ciała wrzucono do rzeki Arkansas lub pogrzebano w zbiorowych grobach. W wyniku pogromu i m.in. bombardowania dzielnicy z prywatnych samolotów zniszczono ponad sto przedsiębiorstw, szkołę, szpital, bibliotekę, sklepy, hotele, dwie redakcje gazet i kościoły oraz ponad 1200 domów, co stanowiło 35 kwartałów. Wiele budynków przed spaleniem zostało splądrowanych.
Gubernator James B.A. Robertson wprowadził stan wojenny i skierował do Tulsy gwardię narodową, w sile 1500 ludzi, która asystowała przy gaszeniu pożarów, a także rozdzielała białych i czarnoskórych.

## Następstwa
Oficjalnie zginęło 36 osób, chociaż liczba ofiar szacowana była później na około 300, zaś poszkodowanych na 800 osób, a około 10 tys. ludzi zostało bez dachu nad głową, gdyż zniszczono 1256 budynków. Poszkodowani w tych zajściach nigdy nie odzyskali majątku, ani nie uzyskali rekompensat za straty oszacowane łącznie na 1,5-1,8 mln dolarów. Wielu ocalałych opuściło Tulsę.
Masakrę i związane z nią grabieże zatuszowały władze miejskie i stanowe z pomocą Ku-Klux-Klanu. Żaden z białych uczestników masakry nie został skazany za udział w tych zajściach. Prasa nie pisała o pogromie bezpośrednio po niej, również program szkolny nie poruszał tego zagadnienia w Oklahomie do 2000 r., a w programie ogólnokrajowym pojawił się jeszcze później.

## Badania i upamiętnienie
W 2001 r. powołano oficjalną komisję do zbadania zajść z tych dni. Według badań władze miejskie były odpowiedzialne za rozwój zamieszek, a niektóre źródła wskazują, że mogły je zainicjować, gdyż w tłumie pod aresztem byli głównie policjanci, a plądrującym Greenwood wydawano policyjną broń. Burmistrz i rada miasta planowali bowiem przejąć ziemię czarnoskórych i odsunąć afroamerykańską dzielnicę dalej na północ.
Nieznana jest łączna liczba ofiar i miejsca ich pochówków, ale w 2019 r. na cmentarzu Oaklawn w północnej Tulsie odkryto prawdopodobny zbiorowy grób ofiar masakry.
Masakra w Tulsie jest osią fabularną serialu HBO pt. Watchmen.